# Rhinolophus ruwenzorii
Rhinolophus ruwenzorii — вид рукокрилих родини Підковикові (Rhinolophidae).

## Поширення
Країни проживання: Демократична Республіка Конго, Руанда, Уганда. Зареєстрований на висоті від 1666 до 2666 м над рівнем моря. Живе в гірських лісах, мозаїках лісу й савани. Цей вид використовує для відпочинку природні печери і аналогічні штучні утворення, такі як покинуті шахти. Колонії налічують від однієї до десяти особин.

## Загрози та охорона
Цей вид знаходиться під загрозою вирубки гірських лісів. Зустрічається на деяких охоронюваних територіях.